# دوني سميث
دوني سميث (بالإنجليزية: Donnie Smith)‏ (7 ديسمبر 1990 بماثيوز في الولايات المتحدة - ) هو لاعب كرة قدم أمريكي في مركز الوسط. لعب مع نيو إنجلاند ريفولوشن وRochester Rhinos ‏ وSalem City FC ‏.

## روابط خارجية
- دوني سميث على موقع الدوري الأمريكي (الإنجليزية)
- دوني سميث على موقع قاعدة بيانات كرة القدم.إي يو (الإنجليزية)